# 1235
سنة 1235 كانت سنة بسيطة تبدأ يوم الإثنين (الرابط يظهر نموذج التقويم الكامل للسنة) من التقويم اليولياني.

## مواليد
- بونيفاس الثامن.
- جمال الدين الوطواط.

## وفيات
- ابن الفارض.
- أندرو الثاني.
- القديس سابا.
- روبرت فيتزوالتر.
- يغمراسن بن زيان.
- جيتوني داريتزو.